# Bitwa pod Vittorio Veneto
Bitwa pod Vittorio Veneto – bitwa stoczona na frocie włoskim I wojny światowej w dniach 24 października – 3 listopada 1918 roku pomiędzy armią austro-węgierską a wojskami włoskimi wspomaganymi przez pozostałe państwa koalicji. Była to decydująca bitwa na tym teatrze działań wojennych, która zadecydowała nie tylko o całkowitej klęsce Austro-Węgier, ale też w znacznym stopniu przyczyniła się do rozpadu tego państwa.

## Tło
Po klęsce Włochów pod Caporetto końcem 1917 front przesunął się na linię rzeki Piawa, jednakże siły Państw Centralnych nie przełamały tej pozycji, nie udało się zajęcie Wenecji, walki zmieniły charakter na pozycyjny. W czerwcu 1918 roku Austriacy przypuścili ostatnią ofensywę na froncie włoskim, znaną jako bitwa nad Piawą. Przy dużych stratach z obu stron ofensywa załamała się. Austriacy stracili 11 643 zabitych, 80 852 rannych i 25 547 wziętych do niewoli, co na tym etapie wojny było dla nich stratą nie do odrobienia.

## Bitwa
Ofensywa rozpoczęła się 24 października 1918 roku o godzinie 3:00 nad ranem ostrzałem artyleryjskim na odcinku frontu pomiędzy Brentą a Piawą. O 7:15 rano piechota rozpoczęła natarcie w deszczu i mgle. Zła pogoda zmniejszyła skuteczność artylerii obu stron, ale nie wpłynęła na ogólny wynik ofensywy. Włosi zajęli szczyt Monte Asolone w masywie Grappa, ale kontrataki austro-węgierskie zmusiły ich do odwrotu. Ten sam scenariusz powtórzył się na Monte Pertica i Monte Prsssolan. Włoski Sztab Generalny podjął decyzję o kontynuowaniu ataków w tym miejscu, aby związać wroga walką i uniemożliwić mu przerzucenie dywizji na sektor frontu nad Piawą.

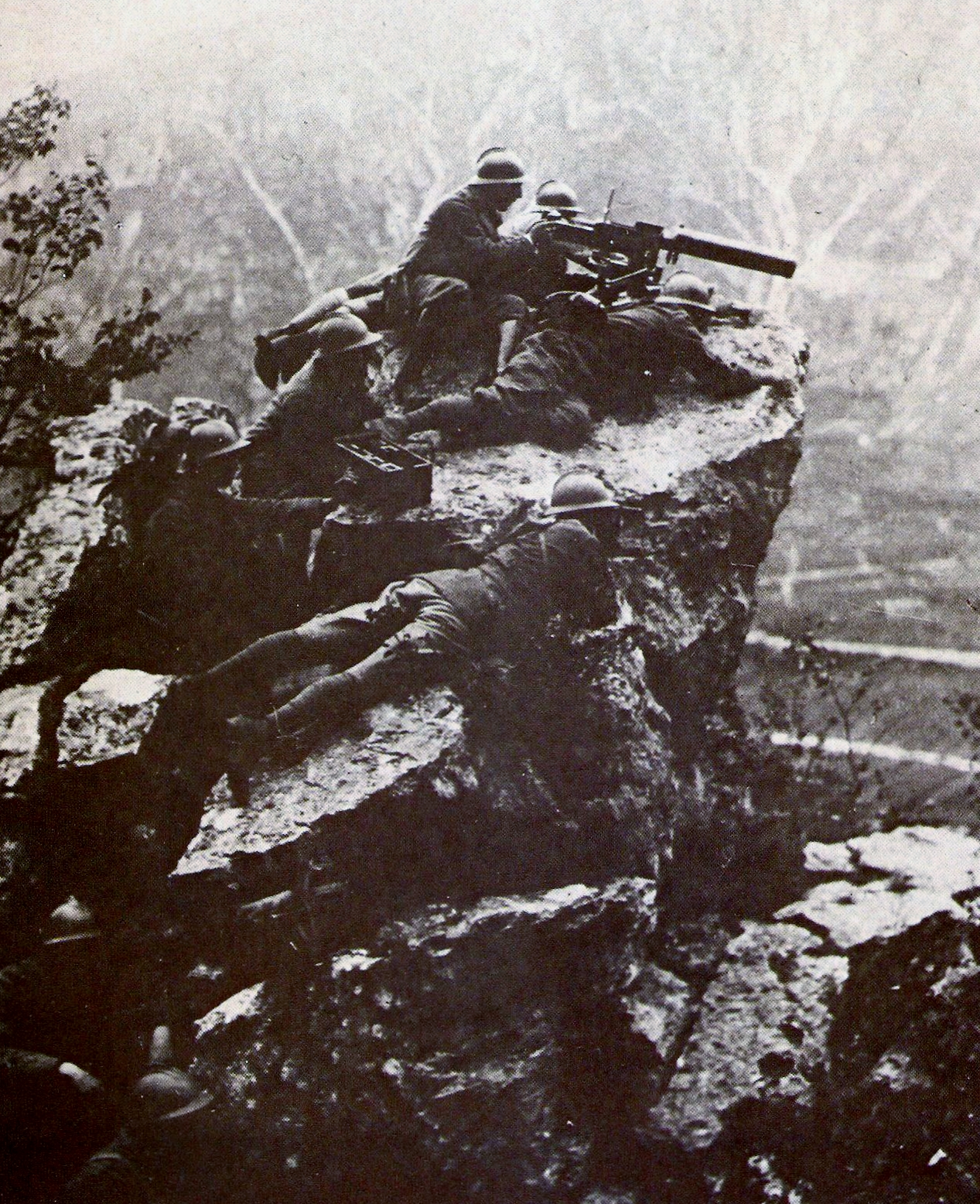
Włoska piechota walcząca w masywie Grappa

Po niepowodzeniu pierwszych włoskich ataków, 27 października wojska austro-węgierskie rozpoczęły własną kontrofensywę. Po sześciu godzinach walk Włosi odparli osiem ataków. Zacięte walki trwały kilka dni, wspierane intensywnym ostrzałem artyleryjskim. Włosi byli zainteresowani przede wszystkim unieruchomieniem sił austriackich, aby umożliwić własnym wojskom wkroczenie do doliny, podczas gdy Austriacy chcieli zaatakować front nad Grappą, aby następnie zejść do doliny i przełamać front nad Piawą atakiem od tyłu. W ten sposób obie strony naprzemiennie atakowały agresywnie i broniły się zaciekle, ponosząc straty.
W tym samym czasie brytyjskie oddziały pod dowództwem mjr. Richarda O’Connora i włoskie jednostki z Papadopoli zajęły wyspy na Piawie wczesnym rankiem 24 października. Na tym odcinku frontu ofensywę zaplanowano na noc 25 października, ale warunki pogodowe zmusiły do jej przełożenia: między Pederobbą a Sant’Andrea di Barbarana poziom wody w rzece, zazwyczaj niski, sięgał teraz 2 metrów, a prędkość nurtu nawet 3 m/s. To opóźnienie nie przeszkodziło jednak w ofensywie, wręcz przeciwnie, tylko utwierdziło Austriaków w przekonaniu, że główny atak ma miejsce na masywie Grappa w rejonie Col della Berretta, Monte Pertice i Monte Asolone, dlatego wysłali tam swoje oddziały rezerwowe, co miało później bardzo poważne konsekwencje dla przebiegu bitwy.
Wieczorem 26 października włoscy i francuscy saperzy rozpoczęli budowę 11 mostów przez Piawę (jednego w Molinello, siedmiu między Fontana del Buoro a Ponte della Priula oraz dwóch w Grave di Papadopoli). Na odcinku dwóch włoskich dywizji uderzeniowych między Vidor a Nervesa della Battaglia, z powodu powodzi i ostrzału austriackiej artylerii, nie zdołano zbudować kilku spośród planowanych mostów. Zbudowano ich łącznie sześć, a do przeprawy wykorzystano również łodzie.

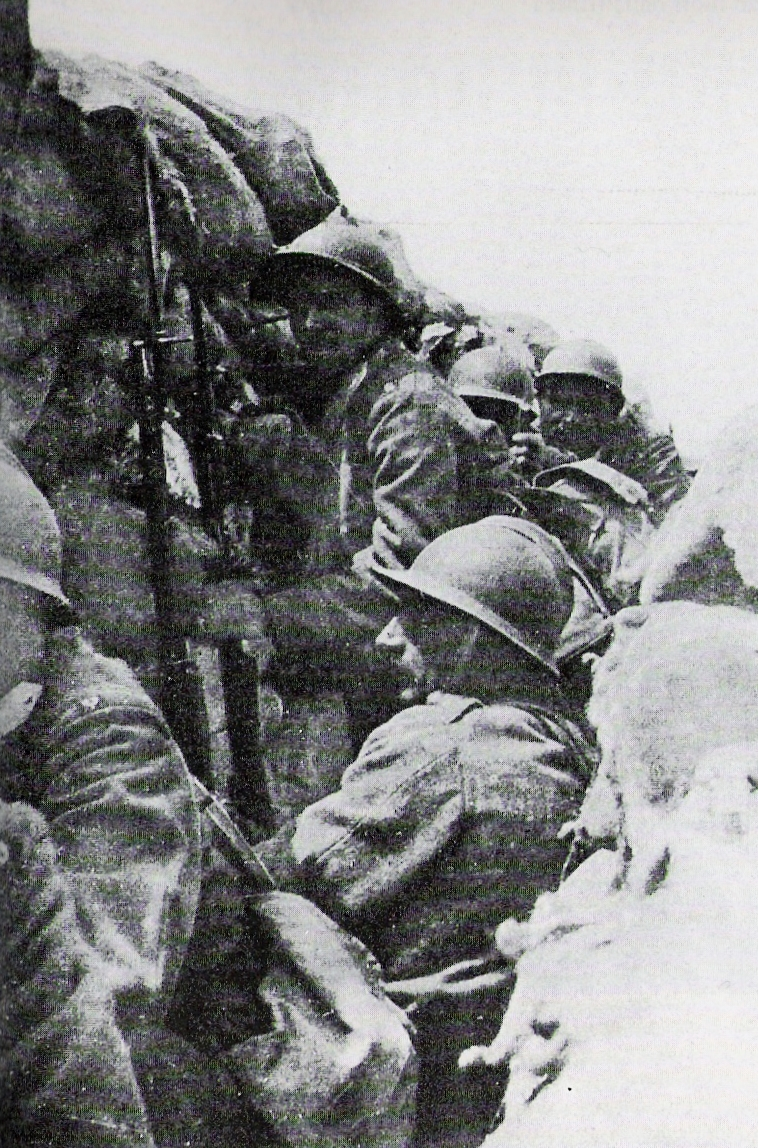
Żołnierze włoscy w okopach

Rankiem 27 października istniały już trzy alianckie przyczółki na drugim brzegu: w Valdobbiadene, Sernaglia della Battaglia i Cimadolmo. Wkrótce potem kilka mostów zostało uszkodzonych przez powódź i ostrzał austriackiej artylerii. Przyczółki były zagrożone, ale Włochom udało się je rozszerzyć na północ i zachód. W ciągu dnia 27 października Austriacy rozpoczęli kontrofensywę. Późną nocą włoskim oddziałom szturmowym udało się ją jednak odeprzeć. Włosi zbudowali mosty, walczyli z powodziami i byli zmuszeni znosić ciągły ostrzał austriackiej artylerii przez cały dzień 28 października. Do końca dnia nie zbudowano żadnego mostu między Falzé a Nervesą, a między włoską 8. i 10 Armią otworzyła się luka. Jednak 12 Armia pod dowództwem francuskiego generała Jeana Césara Grazianiego zdołała zdobyć przyczółek na drugim brzegu, podobnie jak włoska 10 Armia pod dowództwem Fredericka Lambarta, który był głównodowodzącym sił brytyjskich we Włoszech. Wojska posunęły się do Conegliano, zabezpieczając przeprawę 8 Dywizji z 8 Armii Centralnej pod dowództwem gen. Enrico Caviglii 29 października.
8. i 10 Armia na wschodzie ostatecznie zbudowały duże przyczółki. Włosi zdołali rozdzielić jednostki austriackie i nacierać na Vittorio Veneto. Włosi zdołali przełamać front w górach w pobliżu Quero, pomimo oporu wojsk austriackich i trudnego terenu. W nocy z 29 na 30 października austriacka 6 Armia była w pełnym odwrocie po tym, jak zrezygnowała z ataku na przyczółek wroga nad Piawą. Rano Austriacy wycofali się w kierunku Polcenigo, szukając schronienia za Livenzą. Sytuacja wojsk austro-węgierskich była katastrofalna, a ich morale bardzo osłabione; seria włoskich ataków powietrznych nasiliła chaos i demoralizację wśród jednostek.

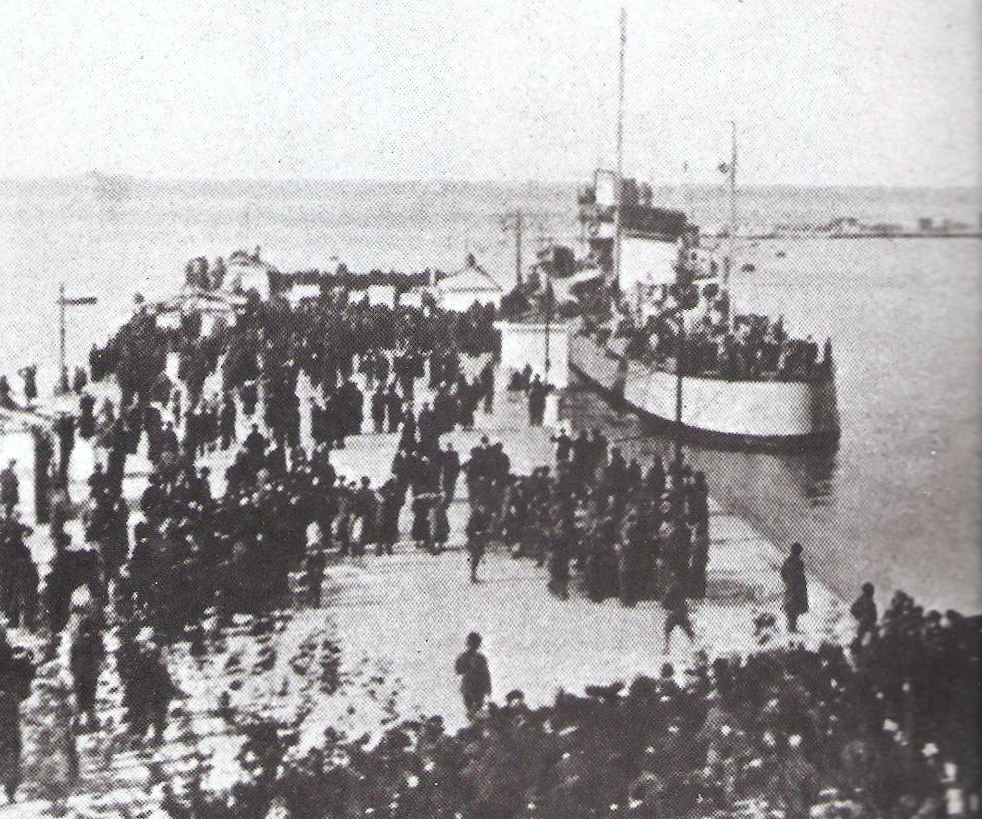
Wojska włoskie lądują w Treście, 3 listopada 1918

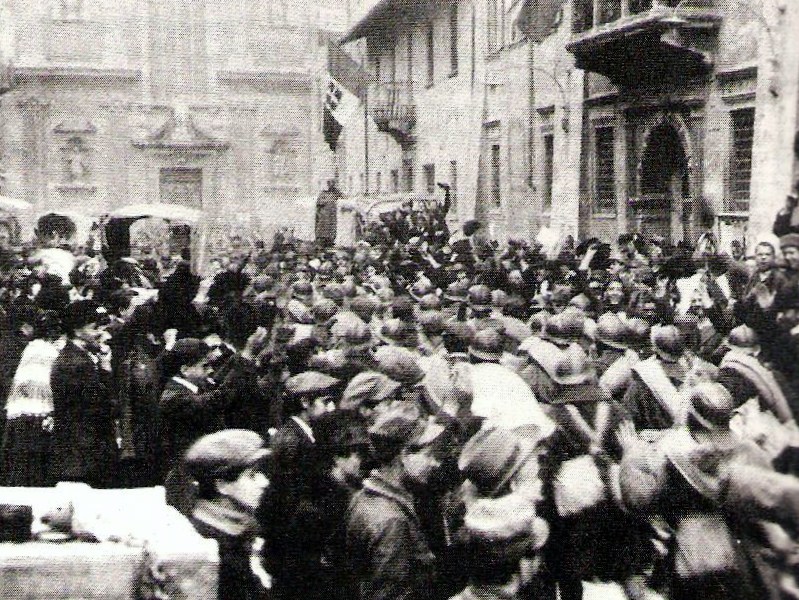
Włosi świętują w wyzwolonym Trydencie, 3 listopada 1918

W tych warunkach Włosi mogli przyspieszyć natarcie swoich wojsk: kawaleria została wysunięta do pościgu, a 8 Armia posuwała się wzdłuż całego frontu. O godzinie 15:00 30 października oddziały włoskie wkroczyły do Vittorio Veneto i zostały uroczyście powitane przez miejscową ludność, pozostali na miejscu żołnierze austriaccy trafili do niewoli. Po wyzwoleniu Vittorio Veneto 8 Armia kontynuowała natarcie aż do wieczora w kierunku przełęczy Serravalle, ciągle napierając na rozgromione wojska austro-węgierskie; inne jednostki dotarły do Folliny, Toveny i Revine, brygady Bisagno i Sassari maszerowały w kierunku Cansiglio i źródeł Livenzy, brygady Como i Rawenna posuwały się w kierunku Cordignano i Villa di Villa. Na odcinku prowadzonym przez 10 Armię wojska brytyjskie posuwały się w kierunku Sacile, gdzie wciąż napotykały silny opór; pod Francenigo osiągnięto Livenzę, podczas gdy włoska 37 Dywizja również ruszyła w kierunku rzeki i zajęła Fontanellette; ostatecznie włoska 23 Dywizja zmieniła kierunek natarcia, aby ułatwić sforsowane dolnej Piawy przez 3 Armię, wyzwoliła Oderzo i zbliżyła się do Ponte di Piave.
Ostatecznie 30 października austriacki opór nad dolną Piawy ustał, a włoska ofensywa, zgodnie z planem, postawiła jednostki austro-węgierskie na masywie Grappa w beznadziejnej sytuacji: obawiając się okrążenia, 70 000 żołnierzy austro-węgierskich wycofało się z Grappy w nocy z 30 na 31 października.
30 października włoska ludność Triestu ogłosiła wystąpienie z Austro-Węgier, a władze austriackie i garnizon opuściły miasto bez walki. Wojska włoskie wylądowały w Trieście przez desant morski 3 listopada, nie napotykając oporu.

## Rezultaty
1 listopada nowy rząd węgierski pod wodzą hrabiego Mihálya Károlyiego podjął decyzję o wycofaniu z frontu wszystkich wojsk zmobilizowanych z terytorium Królestwa Węgier, co było kolejnym miażdżącym ciosem dla armii Habsburgów.
3 listopada w Villa Giusti został podpisany rozejm. Na jego mocy walki na froncie włoskim ustały o godzinie 15:00 4 listopada. Do niewoli dostało się 448 000 żołnierzy austro-węgierskich (około jednej trzeciej całej armii cesarsko-królewskiej), w tym 24 generałów, zwycięzcy zdobyli też 5600 armat i moździerzy oraz 4000 karabinów maszynowych. Włosi w ciągu 10 dni walk stracili 37 461 żołnierzy (zabitych i rannych), z czego 24 507 na Monte Grappa. Straty Brytyjczyków wyniosły 2139 ludzi, podczas gdy Francuzi stracili 778 żołnierzy.
Zawieszenie broni zobowiązało siły austro-węgierskie do wycofania się nie tylko ze wszystkich terytoriów okupowanych od sierpnia 1914 roku, ale także z Tyrolu Południowego, Tarvisio, doliny Isonzo, Gorycji, Triestu, Istrii, zachodniej Krainy i części Dalmacji. W listopadzie 1918 roku kontyngent armii włoskiej, liczący od 20 000 do 22 000 żołnierzy, rozpoczął okupację Innsbrucka i Tyrolu Północnego.
Po wojnie Włochy zaanektowały Południowy Tyrol (obecnie Trydent-Górna Adyga) na mocy tajnego traktatu londyńskiego, a także Triest, Pobrzeże Austriackie i część Dalmacji (Zadar, Lastovo, Palagruža).

## Galeria

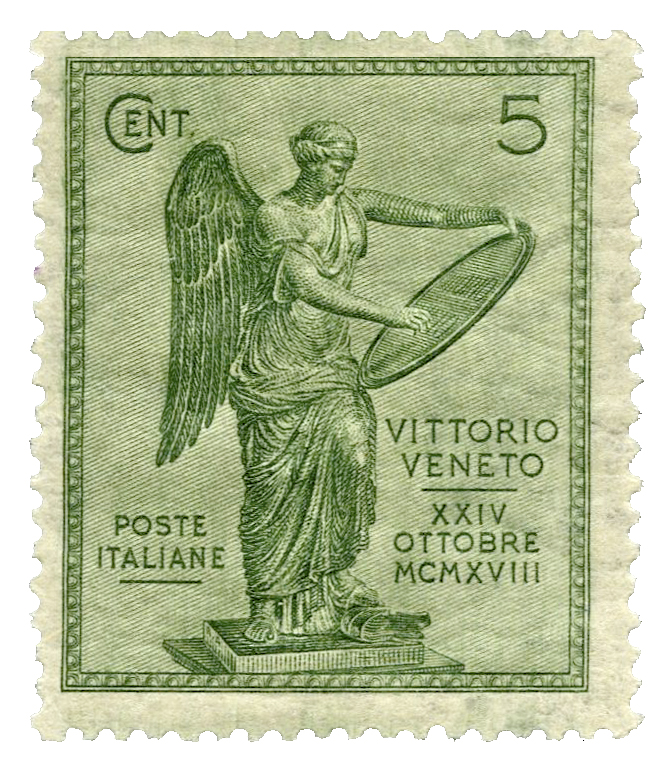
Włoski znaczek pocztowy upamiętniający zwycięstwo pod Vittorio Veneto, 1921
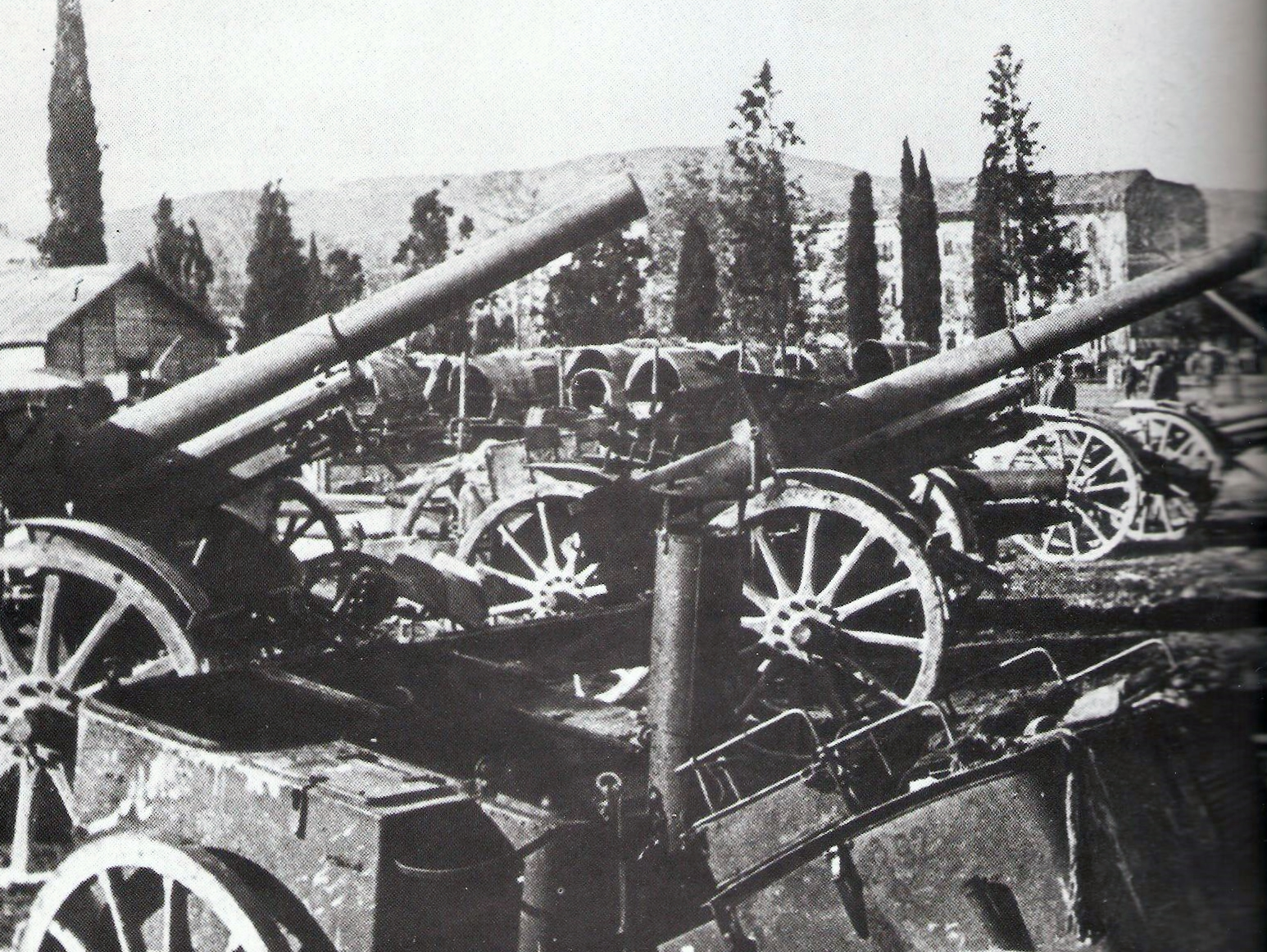
Porzucone austriackie działa po bitwie
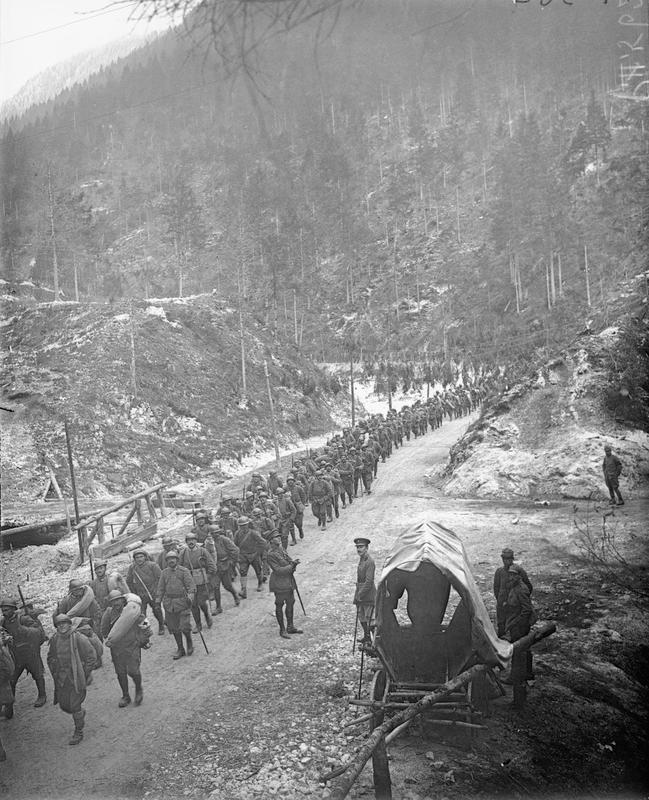
Wojska włoskie w Val d'Assa
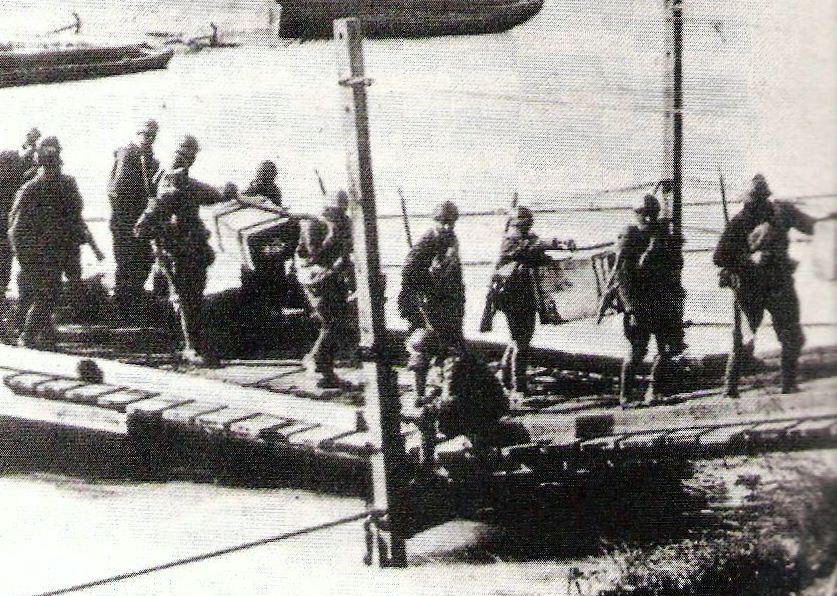
Wojska włoskie przekraczają Piawę
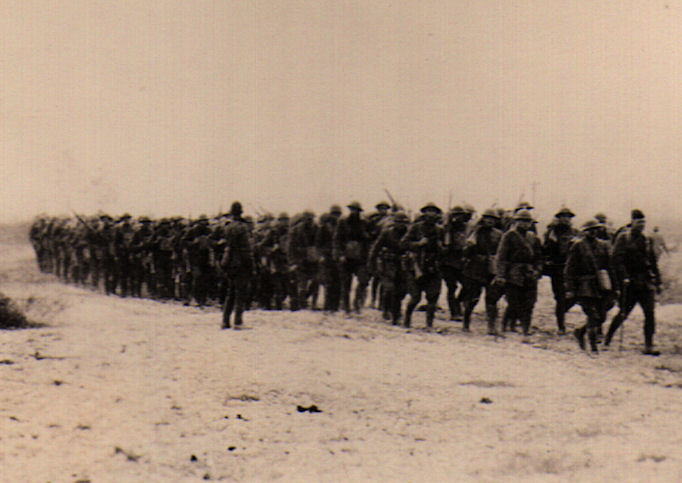
Żołnierze amerykańskiego 332 Pułku Piechoty maszerują przez Grave di Papadopoli w końcowej fazie ofensywy, 31 października 1918
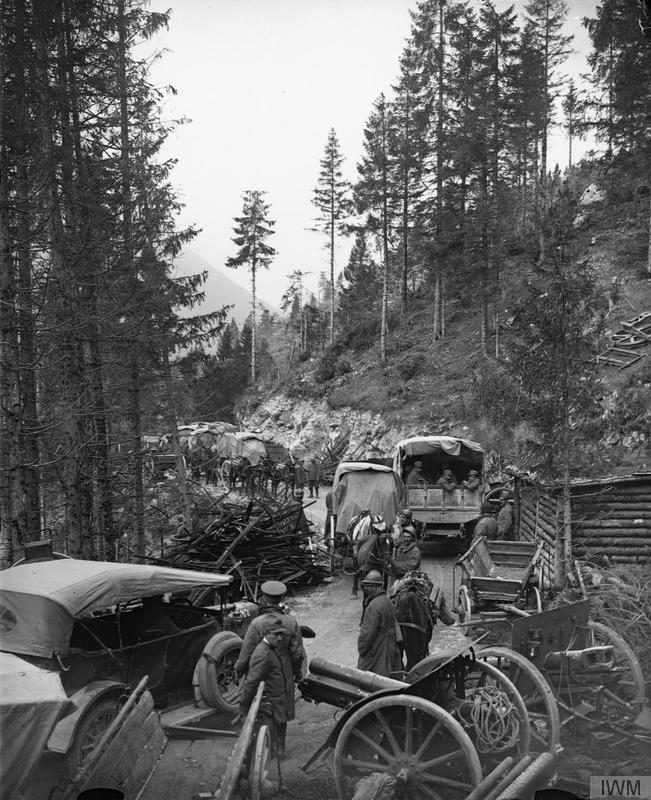
Wojska włoskie i brytyjskie mijają porzuconą artylerię austro-węgierską na górskiej drodze w Val d'Assa, 2 listopada 1918
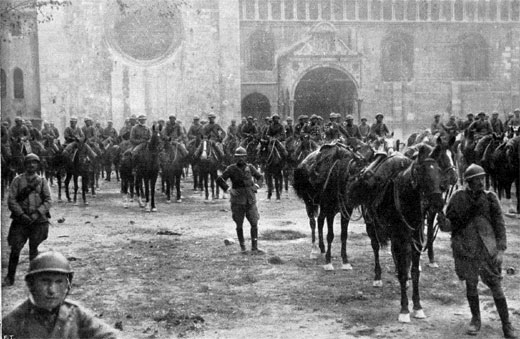
Włoska kawaleria dociera do Trydentu 3 listopada 1918
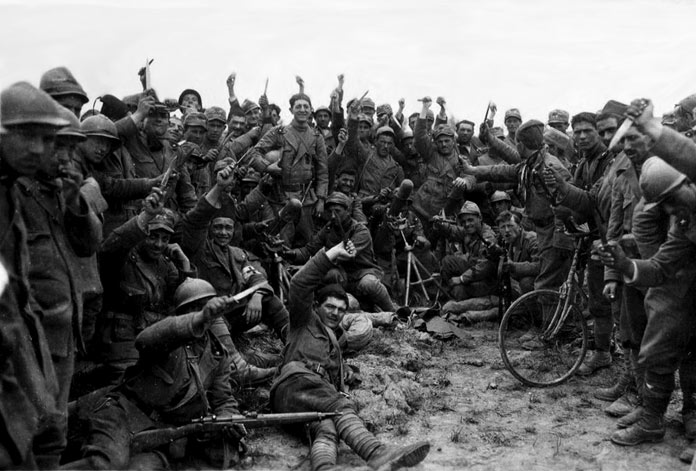
Członkowie Korpusu Arditi ze sztyletami, 1918
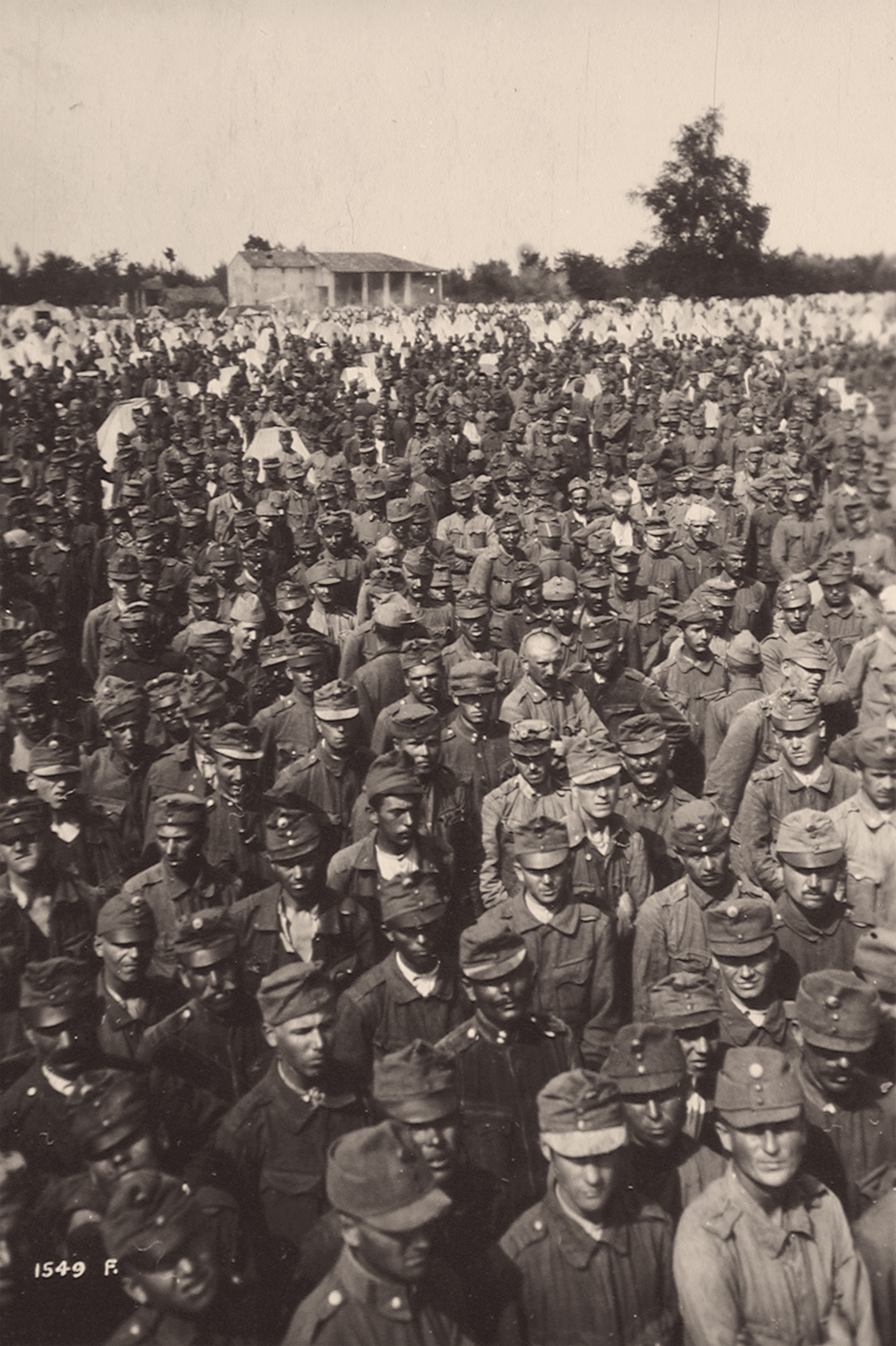
Austr-węgierscy jeńcy wojenni wzięci do niewoli podczas bitwy pod Vittorio Veneto